# Isla de Cedros
Isla de Cedros is een eiland voor de kust van de Mexicaanse deelstaat Baja California Sur in de Grote Oceaan. De naam betekent eiland van de ceders. Het eiland heeft een oppervlakte van 348 km². De belangrijkste van de acht nederzettingen zijn Cedros en Punta Morro Redondo.
De laag gelegen delen van het eiland hebben een droog klimaat. In de hogere delen zijn bossen met bomen en struiken uit de geslachten eik, jeneverbes en den. Aan de westkant van het eiland is een grote kolonie Californische zeeleeuwen (Zalophus californianus).

## Bron
- Dit artikel of een eerdere versie ervan is een (gedeeltelijke) vertaling van het artikel Isla de Cedros op de Duitstalige Wikipedia, dat onder de licentie Creative Commons Naamsvermelding/Gelijk delen valt. Zie de bewerkingsgeschiedenis aldaar.